# (2545) Verbiest
(2545) Verbiest (1933 BB) – planetoida z pasa głównego asteroid okrążająca Słońce w ciągu 3,33 lat w średniej odległości 2,23 j.a. Odkryta 26 stycznia 1933 roku.